# 돼지꿈 꾼 날
《돼지꿈 꾼 날》은 2000년 3월 24일에 MBC에서 방영한 베스트극장이다.

## 기획 의도
갑작스레 찾아온 복권 당첨금이 사람들 사이에 불신과 시기를 낳지만 이전투구의 과정에서 서로에 대한 애정과 신뢰를 발견하는 유쾌한 과정 그린다.

## 줄거리
서울지물포는 변두리에 있는 작은 가게에서 일하는 도배팀 세 명은 일솜씨가 빠르고 정확할 뿐더러 팀웍도 아주 뛰어나다. 그중에 '복권 리'라고 불리는 이두찬은 아내 치료비를 대기 위해 밥먹듯 복권을 산다. 어느 날 직원 네 사람이 재미삼아 복권을 긁는데 결국 500원짜리 두 장밖에 되지 않자, 두천은 한번 더 해보자며 선희에게 복권 심부름을 시킨다. 네 사람이 둘러앉아 각각 복권을 긁었는데 혜숙과 선희가 각각 2천 만원짜리에 당첨된다. 결국 이 돈을 어떻게 할 것인가에 대해 네 사람은 서로의 눈치를 본다. 서로 자기의 몫이 더 많다면 이유를 대면서 핏대를 올리기 시작한다.

## 등장 인물

### 주요 인물
- 김일우 : 이두찬 역
- 김현주 : 강혜숙 역
- 배도환 : 사철 역
- 최은주 : 선희 역

### 주변 인물
- 양택조 : 아파트 공사 감독 역
- 정한헌
- 조형기
- 이원재
- 정명환 : 두찬의 친구 역
- 이상미 : 두찬의 아내 역
- 이경순
- 오현섭

### 그 외 인물
- 김승현
- 박주희
- 양지선
- 이수윤 : 두찬의 딸 역